# 仙台市立東仙台中学校
仙台市立東仙台中学校（せんだいしりつ ひがしせんだいちゅうがっこう）は、宮城県仙台市宮城野区東仙台二丁目にある公立中学校。通称は「東仙」（とうせん）と呼ばれ、同校のジャージにも「TOSEN」と書かれている。

## 沿革
- 1947年（昭和22年）4月1日 - 仙台市第七中学校として設立。原町小学校校舎の一部を借用
- 1949年（昭和24年）4月1日 - 学区編成替により仙台市立東仙台中学校と改称。同年校舎を現在の位置に建築（一部学区は第六中学校と合併し仙台市立宮城野中学校へ）
- 1973年（昭和48年）4月1日 - 仙台市立鶴谷中学校が分離開校
- 1976年（昭和51年）4月1日 - 多賀城市立第二中学校が分離開校
- 1985年（昭和60年）4月1日 - 仙台市立幸町中学校が分離開校
- 1986年（昭和61年）4月1日 - 仙台市立西山中学校が分離開校

## 学区
- 東仙台、新田小学校学区

## 所在地
- 仙台市宮城野区東仙台2丁目16-1

## 部活動

### 運動部
- バスケットボール(男女)
- サッカー(男)
- 野球(男)
- バレーボール(女)
- バドミントン(男女)
- ハンドボール(男女)
- 陸上(男女)
- 剣道(男女)
- テニス(男女)
- 卓球(男女)
- ソフトボール(女)
- 水泳
- 駅伝

### 文化部
- 吹奏楽
- コンピューター
- 美術
- 家庭

## 東仙中アルカス
アルカスとは、小学生、中学生、高校生の子どもたちで構成され、主体的に健全育成活動や非行防止活動に参画することにより、自ら規範意識、防犯意識を高めるとともに、子どもたちの視点から保護者や地域住民に情報を発信し、より良い地域環境づくりを目指して活動する、児童生徒健全育成ボランティアのことである。
名前の由来は、児童生徒によるボランティアグループが大学生健全育成ボランティア「Polaris（ポラリス）宮城」のように活躍してほしいという願いを込め、北極星（ポラリス）のまわりを回っている星座（こぐま座「アルカス」）の名称から命名したものである。
東仙中アルカスは、平成19年度に結成され、あいさつ運動、非行防止教室の企画、運営等はもとより、校区内の小学校において、児童を対象とした寸劇による犯罪被害防止教室を企画立案し、自ら上演するなど、積極的に活動しており、その活動が高く評価され、平成23年2月21日、宮城警察本部生活安全部長から、他の模範として、県内初の「スーパーアルカス認定書」を交付された。

## 出身著名人
- 井上ひさし - 作家
- たこ八郎 -プロボクサー、コメディアン、俳優
- 渡邊圭祐 -俳優